# Tarasino
Tarasino (in lingua russa Тарасино) è una città della Russia, sul fiume Oredež, nell'Oblast' di Leningrado.